# SN 2001jd
SN 2001jd – supernowa odkryta 9 grudnia 2001 roku w galaktyce A022726+0050. W momencie odkrycia miała maksymalną jasność 23,00m.